# 田町ハイレーン

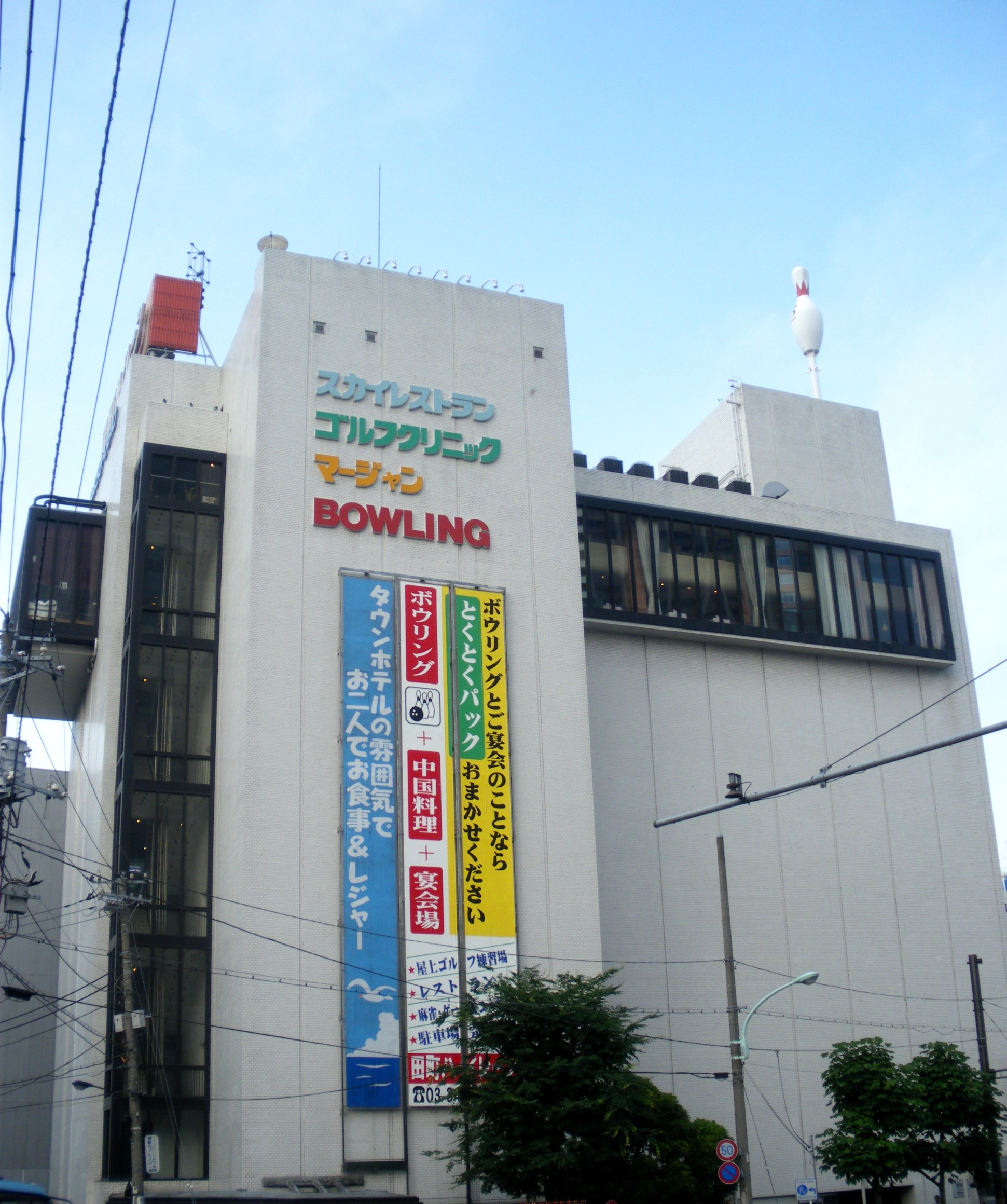
田町ハイレーン

田町ハイレーン（たまちハイレーン）は、東京都港区芝浦にかつて存在したボウリング場。

## 概要
1972年（昭和47年）創業。株式会社タツノの子会社である「株式会社タツノレジャー」が運営していた。
BS日テレで放送されている『ボウリング革命 P★League』など、ボウリングを題材にしたテレビ番組の収録にしばしば使用された。また、テレビ朝日系で放送されていた刑事ドラマ『西部警察』では、バックヤード部分を含めて施設の各所で撮影が行われた。
老朽化に伴い、2015年（平成27年）3月29日をもって閉館し、建物も同年5月頃に解体された。最後のロケは『水曜日のダウンタウンSP』の「大食いボウリング」対決（2015年4月15日放送分）であった。
跡地はTHK本社とタツノ芝浦ビルが建設されている。

## 設備
3階と4階にそれぞれ24レーン、5階に20レーン、合計68レーンを有する。オープン当初は2階から6階まで合計110レーンを擁していたが、ボウリングブームの終焉とともに規模を縮小し、一部フロアをオフィスフロアや飲食店等に転用した。ただしレーン自体は残されており、その上に新たに床板を敷いただけであったという。閉館時点では3階と4階がウッドレーンで、5階は「ウッドレーンを削り過ぎたため」という理由でプラスチックレーンとなっていた。
6階と7階には『日本ボウリング史料館』があり、2002年に日本テレビで放送されたドラマ『ゴールデンボウル』で金城武が使用したボールや、プロボウラーの中山律子の「パーフェクト第1号ビデオ」、須田開代子・粕谷三郎の秘蔵品などが展示されていた。また、公益社団法人日本ボウリング場協会もこのビルの7階に入居していた。
屋上はゴルフ練習場として利用されていた。

## 所在地
東京都港区芝浦2丁目12-13

## 収録に使用していたテレビ番組
- ボウリング革命 P★League（BS日テレ）
- ドリームスシリーズ お笑いチャンピオンボウリング2013（フジテレビONE）
- 志村&鶴瓶のあぶない交遊録（テレビ朝日）
- ザ・スターボウリング（テレビ東京）
- リンカーン (TBS)
- 古畑任三郎 2nd season 間違えられた男（フジテレビ）